# CAD/CAM
CAD/CAM é a abreviatura inglesa para as seguintes expressões:
- Computer-aided design – CAD – Desenho assistido por computador
- Computer-aided manufacturing – CAM – Manufatura auxiliada por computador.

## Usos
Algumas das características da fabricação assistida por computador são as seguintes:
- Calendarização para comando numérico, comando numérico computadorizado e robôs industriais.
- Desenho de dados e moldes para fundição nos quais, por exemplo, se reprogramam tolerâncias de contração (peça II).
- Dados para operações de usinagem de metais, por exemplo, no fabrico de lâminas estampadas.
- Desenho de ferramentas, eletrodos para eletroerosão etc.
- Controle de qualidade e inspeção; por exemplo, máquinas de medição por coordenadas programadas em uma estação de trabalho CAD/CAM.
- Planeamento e calendarização de processos.
- Distribuição de planta.
- Desenho e fabricação de próteses. (dentárias, etc.)
- Desenho de calçados.

### Aplicações em Odontologia
A tecnologia CAD/CAM (Desenho e Fabricação Assistidos por Computador) é amplamente utilizada na odontologia para aprimorar o design e a fabricação de restaurações dentárias, incluindo coroas, facetas, inlays, onlays, pontes fixas, próteses dentárias e aparelhos ortodônticos. O processo geralmente envolve a captura de uma impressão digital da cavidade oral do paciente por meio de scanners intraorais, eliminando a necessidade de moldagens físicas tradicionais. Essas imagens digitais são então processadas por softwares de CAD (Desenho assistido por computador) para projetar a restauração de forma precisa. Posteriormente, o design é enviado para uma máquina de CAM (Manufatura assistida por computador) , que fabrica a restauração a partir de blocos sólidos de materiais como cerâmica ou resina composta, utilizando métodos subtrativos (fresagem) ou aditivos (impressão 3D). Essa abordagem digital oferece vantagens significativas, como maior precisão nas restaurações, redução do tempo de tratamento e aumento do conforto do paciente.
Em comparação com os materiais tradicionais, como metais e porcelana convencional, os novos materiais utilizados em próteses elaboradas por CAD/CAM oferecem vantagens notáveis: maior resistência e durabilidade (especialmente a zircônia), estética superior com personalização de cor e forma, alta precisão no ajuste proporcionada pelo CAD/CAM, com excelente biocompatibilidade e propriedades biomecânicas aprimoradas.

## Principais Áreas de Pesquisa na Odontologia
O CAD/CAM (Desenho Auxiliado por Computador/Manufatura Auxiliada por Computador) já modificou os fluxos de trabalho na odontologia, e as principais áreas de pesquisa e desenvolvimento continuam a focar em otimizar a precisão, a velocidade e a personalização dos tratamentos. Para os próximos anos, as tendências se concentram em integração, inteligência artificial e novos materiais. Abaixo se descrevem os principais campos de estudo e aplicação de tecnologias CAD/CAM na Odontologia:

### 1. Scanners Intraorais e Captura de Imagem
A pesquisa continua a aprimorar a velocidade, precisão e conforto dos scanners intraorais. Isso inclui o desenvolvimento de:
- Scanners menores, mais leves e mais baratos: Para facilitar o manuseio e melhorar a experiência do paciente.
- Melhora da precisão e detalhe: Garantindo a captura de estruturas mais finas, como margens de preparo e texturas oclusais.
- Integração com outras tecnologias: Como tomografia computadorizada de feixe cônico (CBCT) para planejamento tridimensional mais abrangente.

### 2. Software CAD (Design Assistido por Computador)
O coração do sistema CAD/CAM, o software CAD, está em constante evolução. As áreas de P&D incluem:
- Inteligência Artificial (IA) e Machine Learning: Para auxiliar no design automatizado de restaurações, sugerir planos de tratamento, otimizar oclusão e até mesmo prever o resultado estético do sorriso.
- Design de Sorriso Digital: Ferramentas mais avançadas para simular e visualizar o resultado final do tratamento, permitindo que o paciente participe ativamente do processo.
- Software para Cirurgia Guiada: Aperfeiçoamento de softwares que permitem o planejamento preciso de implantes e outras cirurgias, criando guias cirúrgicos impressos em 3D.
- Integração de Fluxos de Trabalho: Softwares que conectam diferentes etapas do processo digital (escaneamento, design, fabricação e até mesmo gestão clínica) de forma mais fluida.

### 3. Tecnologia CAM (Manufatura Assistida por Computador)
A fabricação digital está se diversificando e se tornando mais eficiente. As áreas de foco são:
- Impressão 3D (Manufatura Aditiva): Além da fresagem, a impressão 3D está ganhando cada vez mais espaço para a produção de modelos, guias cirúrgicos, alinhadores ortodônticos e, em breve, até restaurações definitivas. A pesquisa se concentra em:
  - Novos materiais biocompatíveis para impressão 3D: Resinas mais resistentes e estéticas para restaurações.
  - Bioimpressão: A capacidade de imprimir tecidos biológicos, como complexos dentina-polpa, gengiva e osso.
- Fresadoras mais rápidas e precisas: Desenvolvimento de máquinas que operam com maior velocidade e produzem restaurações com acabamento superior.
- Sistemas Chairside: Aprimoramento das soluções de CAD/CAM que permitem a produção de restaurações no próprio consultório em uma única sessão, com foco na conveniência e na qualidade.

### 4. Materiais Odontológicos
O desenvolvimento de novos materiais é crucial para o avanço do CAD/CAM. As áreas de pesquisa incluem:
- Cerâmicas e Zircônias de Alta Estética e Resistência: Materiais com propriedades ópticas (translucidez, opalescência) e mecânicas (resistência à fratura) aprimoradas para resultados mais naturais e duráveis.
- Compósitos e Polímeros Avançados: Materiais que podem ser fresados ou impressos em 3D, oferecendo alternativas estéticas e funcionais.
- Materiais Inteligentes: Pesquisa em materiais que podem se adaptar às condições da boca, como materiais com propriedades antimicrobianas ou de auto-reparação.

### 5. Integração e Conectividade
A tendência é a criação de um fluxo de trabalho totalmente digital e conectado. Isso envolve:
- Plataformas de Nuvem: Para armazenamento e compartilhamento seguro de dados de pacientes entre diferentes dispositivos e profissionais.
- Teleodontologia: O uso de CAD/CAM para diagnóstico remoto e planejamento de tratamentos.
- Realidade Virtual (RV) e Realidade Aumentada (RA): Para simulação de procedimentos, treinamento e até mesmo visualização de resultados em tempo real com o paciente.

O futuro do CAD/CAM na odontologia é promissor, com a expectativa de tratamentos cada vez mais personalizados, eficientes e acessíveis, impulsionados pela inovação contínua nessas áreas de pesquisa e desenvolvimento.